# The Stoning of Soraya M.
The Stoning of Soraya M. (Persiano:.سنگسار ثريا م, italiano: La lapidazione di Soraya M.) è un film del 2008 diretto da Cyrus Nowrasteh.
Il film è basato sul romanzo dello scrittore franco-iraniano Freidoune Sahebjam La donna lapidata, basato a sua volta su fatti realmente accaduti. Tra gli interpreti del film figurano le attrici iraniane Shohreh Aghdashloo e Mozhan Marnò e l'attore statunitense Jim Caviezel.

## Trama
In uno sperduto villaggio iraniano, uno scrittore francese viene avvicinato da una donna di nome Zahra, desiderosa di raccontargli l'atroce morte della nipote Soraya, avvenuta in circostanze cruente il giorno prima. Quando lo scrittore accende il suo registratore, Zahra racconta dall'inizio la storia di Soraya, in una terra dove la disumanità culturale nascosto dietro la scusante religiosa non permette alle donne di aver diritti. Come segno di speranza e con la voglia di sconfiggere le ingiustizie, la donna affida la sua storia impressa nell'audiocassetta allo scrittore, che dovrà riuscire a lasciare il paese in modo che il mondo venga informato di quanto sta succedendo.

## Libro
La donna lapidata (edito in Italia da Frassinelli) è stato best seller internazionale che racconta la storia vera delle donne vittime di lapidazione nell'Iran moderno. Il libro racconta la storia di Soraya, lapidata a morte nel 1986 a Koupayeh. Il libro parte da una Soraya tredicenne che fu costretta ad un matrimonio combinato con il ventenne Ghorban Ali, un uomo che con gli anni si dimostrò violento e senza cuore. Soraya è sempre stata una moglie obbediente e silenziosa, senza mai una lamentela, ma quando iniziò a cucinare per un vedovo del villaggio, Ghorban, spalleggiato dalle autorità del villaggio, accusò la moglie di adulterio.
Il figlio di un ex ambasciatore iraniano, giornalista franco-iraniano e corrispondente di guerra Freidoune Sahebjam è stato il primo a documentare i crimini del governo iraniano nei confronti della comunità Bahá'í in Iran.
Nel 1990 egli era in viaggio attraverso l'Iran, quando è arrivato nel villaggio di Soraya, dove ha imparato a conoscere la terribile storia di Soraya attraverso i racconti di sua zia. Tra sputi ed insulti Soraya fu sepolta fino alla vita in una buca e lapidata della gente del villaggio in festa, tra loro vi furono anche il padre e i due figli di Soraya.
A causa del suo atteggiamento fortemente critico verso il sistema giuridico iraniano, il libro è stato vietato in Iran.

## Distribuzione
Il film è stato presentato in anteprima al Toronto International Film Festival il 7 settembre 2008, successivamente è stato presentato al Los Angeles Film Festival dove ha vinto il premio Audience Award for Best Narrative Feature. Il film ha ottenuto tre candidature ai Satellite Awards 2009.
Il film è stato presentato in anteprima italiana l'8 marzo 2011 dall'associazione culturale CINEMAZERO di Pordenone in occasione della festa della donna e della nuova edizione del Festival “Le Voci dell'Inchiesta”. La proiezione in lingua originale è stata accompagnata dai sottotitoli in italiano.

## Riconoscimenti
- Satellite Awards 2009
  - Miglior attrice drammatica a Shohreh Aghdashloo